# 日本ガスメーター工業会
日本ガスメーター工業会（にほんガスメーターこうぎょうかい、英: Japan Gas Meter Industry Association.）は、日本におけるガスメーター製造業者による業界団体である。

## 概要
- 所在地 - 東京都千代田区岩本町一丁目3番1号　ニュー中野ビル9階　(2022年11月28日に移転）

### 活動内容
会員企業間の親睦、ガスメーターの性能向上、マイコンメーターの普及、災害復旧支援、関係法令集等の出版、メーターの検定満期順守などの活動を行う。

### 会員
- 愛知時計電機
- 関西ガスメータ
- アズビル金門
- 京葉計器
- シナガワ
- シナノ計器製作所
- 竹中製作所
- 東洋ガスメーター
- 東洋計器
- 長野県度量衡
- 矢崎総業
- リコーエレメックス

## 沿革
1872年（明治5年）に、高島嘉右衛門による都市ガス事業が始まり、1904年に金門商会（現アズビル金門）の創業者となる十文字大元によりガスメーターの国産化が始まった。1906年に品川製作所（現シナガワ）、1924年（大正13年）に園池製作所（現アマダホールディングス）、1932年（昭和7年）には青葉製作所がガスメーターの製造を開始し、ガスメーター製造会社は4社体制となった。当時はメーターを「メートル」と呼んでいた。メーカー各社は当時の帝国瓦斯協会の計器関係の委員会に参画し、規格制定などに携わった。第二次世界大戦中に入ると材料の羊皮やブリキが配給制となり、4社が配給協議会に参画し、材料確保を図った。1952年6月、日本ガス協会内に「メートル品質性能向上委員会」が設立され、ガスメーターの性能向上に取り組んだ。
1953年4月16日、日本ガスメーター同業会設立。当時は日本ガス協会とのつながりが深く、実現はしなかったものの1960年に建設された瓦斯協会ビルに事務所を移転することも検討された。1965年7月5日、日本ガスメーター工業会に名称変更。1966年、LPGガスメーター工業会（仮称）が検討されたが、日本ガスメーター工業会内に石油ガスメーター分科会が設置される形となった。同年、社団法人日本計量機器連合会に団体会員として加入した。1983年より都市ガス用、1986年よりプロパンガス用のマイコンメーターが導入され、同会では普及活動を行った。1995年7月17日に発生した兵庫県南部地震ではガス供給の復旧活動を行った。